# Casa Guardiola
Casa Guardiola és una masia del poble d'Escarlà, de l'antic terme ribagorçà de Sapira, pertanyent actualment al municipi de Tremp.
Està situada a l'esquerra i a prop de la riba de la Noguera Ribagorçana, al nord-oest d'Escarlà. És a l'esquerra del barranc de les Sargues, prop d'on s'uneix amb la Noguera Ribagorçana i a migdia de la masia de Cal Sabater.